# Aoplus pseudovelox
Aoplus pseudovelox là một loài tò vò trong họ Ichneumonidae.